# Watanabe Kazuhito
Kazuhito Watanabe (渡邊 一仁, sinh ngày 1 tháng 9 năm 1986) là một cầu thủ bóng đá người Nhật Bản thi đấu cho Yokohama FC.

## Thống kê câu lạc bộ
Cập nhật đến ngày 23 tháng 2 năm 2017.
| Thành tích câu lạc bộ | Thành tích câu lạc bộ | Thành tích câu lạc bộ | Giải vô địch | Giải vô địch | Cúp                   | Cúp                   | Tổng cộng | Tổng cộng |
| Mùa giải              | Câu lạc bộ            | Giải vô địch          | Số trận      | Bàn thắng    | Số trận               | Bàn thắng             | Số trận   | Bàn thắng |
| Nhật Bản              | Nhật Bản              | Nhật Bản              | Giải vô địch | Giải vô địch | Cúp Hoàng đế Nhật Bản | Cúp Hoàng đế Nhật Bản | Tổng cộng | Tổng cộng |
| --------------------- | --------------------- | --------------------- | ------------ | ------------ | --------------------- | --------------------- | --------- | --------- |
| 2009                  | Ehime FC              | J2 League             | 14           | 0            | 1                     | 0                     | 15        | 0         |
| 2010                  | Ehime FC              | J2 League             | 28           | 0            | 1                     | 0                     | 29        | 0         |
| 2011                  | Ehime FC              | J2 League             | 30           | 0            | 2                     | 0                     | 32        | 0         |
| 2012                  | Ehime FC              | J2 League             | 18           | 0            | 1                     | 0                     | 19        | 0         |
| 2013                  | Ehime FC              | J2 League             | 15           | 0            | 1                     | 0                     | 16        | 0         |
| 2014                  | Ehime FC              | J2 League             | 27           | 0            | 2                     | 0                     | 29        | 0         |
| 2015                  | Fagiano Okayama       | J2 League             | 37           | 0            | 1                     | 0                     | 38        | 0         |
| 2016                  | Fagiano Okayama       | J2 League             | 22           | 0            | 2                     | 0                     | 24        | 0         |
| Tổng                  | Tổng                  | Tổng                  | 191          | 0            | 11                    | 0                     | 202       | 0         |